# Zespół dworski w Świerznie

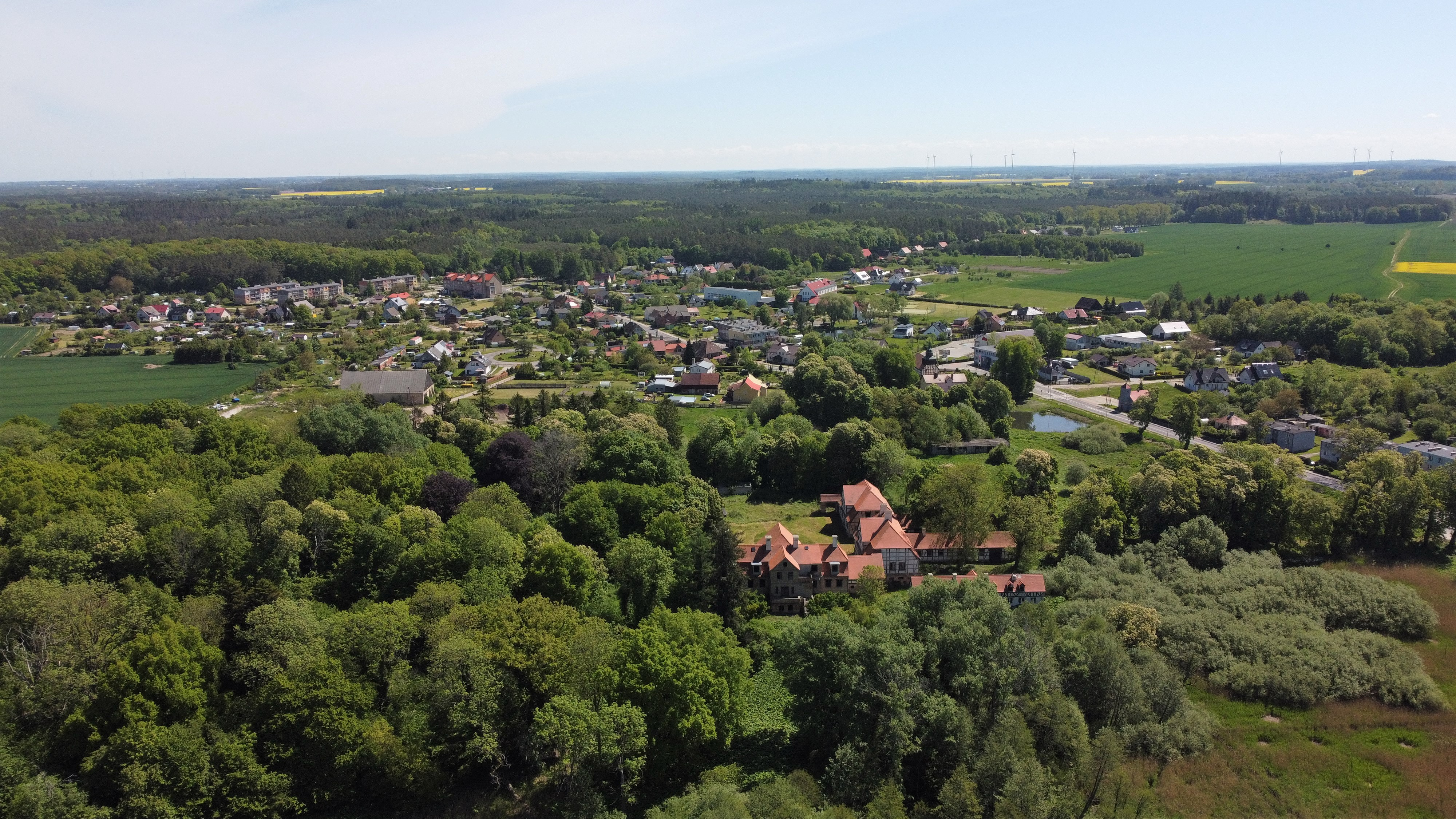
Zespół dworski i otaczający park na tle panoramy Świerzna

Zespół dworski w Świerznie – zabytkowy zespół dworski, położony w Świerznie w województwie zachodniopomorskim. Zespół dworsko-parkowy, w skład którego wchodzi budynek dworu, znajduje się w zachodniej części wsi, po północnej stronie drogi wiejskiej, na zachód od kościoła parafialnego. W skład zespołu dworskiego wchodzą: barokowy dwór szachulcowy (1718–1730), oficyna z salą balową, dom oficjalistów, oficyna inwentarska (stajnia), dwa gołębniki z końca XVIII wieku, dwa budynki gospodarcze z XVIII wieku oraz park z XVIII wieku.
Zespół w Świerznie jest przykładem barokowej rezydencji projektowanej we francuskim typie entre cour et jardin czyli umieszczonej między dziedzińcem a ogrodem. Wnętrza dworu zachowały układ zbliżony do pierwotnego. Wśród pomieszczeń wyróżnia się duża sala kominkowa z kominkiem, pierwotnie dekorowanym herbem właścicieli oraz sala balowa z emporą dla orkiestry, nad którą umieszczono herb budowniczego z jego imieniem, nazwiskiem i datą „1728”, a także malowane postacie muzykantów, dam i włoskich aktorów z commedii dell’arte. Sala balowa stanowi unikat w skali Pomorza Zachodniego.

## Historia
Świerzno przez wiele wieków należała do starej rodziny pomorskiej von Flemming. W czasach Henryka von Flemming pod koniec XVI wieku stał we wsi dwór drewniany, który został zburzony w 1660 roku. W 1665 roku, z okazji ślubu Kacpra Joachima von Flemming, wzniesiono nowy obiekt.
Obecny barokowy dwór w Świerznie został wzniesiony jako rezydencja generała majora Bogusława Bodo von Flemminga. Flemming zawarł kontrakt na wykonanie prac z budowniczym Andrzejem Haase (Andreas Haase) ze Stargardu w 1718 roku. Prace rozpoczęte w tym samym roku zostały zakończone w stanie surowym w 1723 roku. Z inicjatywy budowniczego Haase obiekt powstał jako dwór ryglowy. W 1728 roku ukończono salę balową w południowo-zachodnim skrzydle, a drobne prace prowadzono jeszcze do 1730. Gołębniki przy północnym boku dziedzińca w formie ośmiobocznych wież powstały pod koniec XVIII wieku. Zespół został wzniesiony w konstrukcji częściowo ryglowej, częściowo murowanej. W 1764 roku rozebrano stary dwór z 1665 roku. W 1734 roku Świerzno przeszło w ręce rodziny Wartensleben, a w 1919 roku jego właścicielem został markiz Hahn. W połowie XIX wieku dokonano przebudowy budynków wschodniego i zachodniego, dodając środkowe ryzality.
W latach 1923–1925, kiedy właścicielem kompleksu był hrabia Hahn, zespół pałacowy został całkowicie przebudowany zyskując obecny wygląd. Przebudowano m.in. ryzalit i ściany skrzydła zachodniego. Z tego okresu zachowały się m.in. malowidła w sali balowej. Ostatnim właścicielem Świerzna, a więc i zespołu pałacowego, od 1936 roku do 1945 roku był baron von Rüxleben. W latach 1937–1938, za rządów Hansa Siegfrieda von Rüxleben, wyremontowano część budynków oraz odrestaurowano wystrój sali balowej.
Po II wojnie światowej obiekt przez kilka lat był użytkowany przez wojska radzieckie. W latach 1952–1993 stanowił własność Państwowego Gospodarstwa Rolnego. W latach 1975–1981 były prowadzone prace remontowo-rewaloryzacyjne przez Pracownię Konserwacji Zabytków ze Szczecina: przeprowadzono remonty dachów, konserwację malowideł w sali balowej oraz odbudowę budynku gospodarczego po zachodniej stronie drogi dojazdowej. Prace te zostały jednak przerwane. Po rozwiązaniu PGR-ów zespół podworski w roku 1993 przeszedł w ręce prywatne. W 2004 roku nieruchomość nabyła spółka „Dwór Pomorski” i w tym czasie rozpoczęto remontowo-budowlane, które miały na celu przywrócenie zespołu pałacowego do dawnej świetności z przeznaczeniem na centrum wypoczynkowo-rekreacyjne.

## Opis
Budynki są rozmieszczone symetrycznie wzdłuż osi zespołu, tworząc układ podkowy.
Wjazd na dziedziniec od strony południowej prowadzi aleją od drogi, a następnie między dwoma wydłużonymi budynkami gospodarczymi, z których każdy łączy się z parą symetrycznie rozmieszczonych skrzydeł, zamykających dziedziniec od południa. Od północy dziedziniec zamykają dwa gołębniki flankujące wjazd do parku.
Pierwotne założenie składało się z zachodniego i południowo-zachodniego skrzydła pełniących funkcję oficyn mieszkalnych, południowo-wschodniego skrzydła przeznaczonego na wozownię oraz wschodniego, które miało być stajnią. Zabudowania otaczały dziedziniec od wschodu, zachodu i południa. Od północy planowano budowę pałacu, w miejscu obecnych gołębników, lecz ten projekt nigdy nie został zrealizowany. Od początku funkcję dworu pełniły połączone pod kątem prostym skrzydła zachodnie i południowo-zachodnie. 

### Zabudowania
Budynki zespołu utrzymane są w skromnym stylu barokowym, nawiązującym do lokalnej tradycji budownictwa ryglowego.
W planie prostokątne, mają mieszany rodzaj konstrukcji, częściowo ryglową, częściowo murowaną. Początkowo budynki dworskie były wzniesione w konstrukcji ryglowej z wypełnieniem ceglanym, posadowione na piwnicach i podmurówkach z cegły i kamienia polnego (oficyna południowo-wschodnia). Obecnie wiele ścian dworu, stajni z wozownią oraz działowych ścian oficyny wykonano z cegły, a nowe ściany drugiej oficyny i obu budynków gospodarczych przy wjeździe są ceglane z imitacją konstrukcji ryglowej. Dachy wszystkich budynków są pokryte dachówką karpiówką. Nad kondygnacjami poszczególnych skrzydeł częściowo przetrwały drewniane stropy, w większości pomieszczeń dworu i oficyny wschodniej  stropy są nowe, ceramiczne na stalowych belkach. 

### Dom mieszkalny właścicieli (dwór)
Dawny dwór, usytuowany po stronie zachodniej dziedzińca, jest połączony łącznikiem z oficyną południowo-zachodnią mieszczącą salę balową. 
Dwór jest parterowy, podpiwniczony, na planie wydłużonego prostokąta nakryty wysokim, mansardowym dachem z naczółkami. W dachu znajdują się dwie lukarny i doświetlenia w formie wolich oczu. Symetrię dłuższych fasad podkreślają środkowe ryzality.  Fasada dworu jest dziewięcioosiowa, z trójosiowym, piętrowym ryzalitem pośrodku, mieszczącym główne wejście. Narożniki ryzalitu ukształtowane są na kształt ośmiobocznych wież, które wspierają trójkątny szczyt. Nad wejściem wieże połączone są balkonem. Wnętrze dworu ma głównie układ dwutraktowy. W środkowych ryzalitach znajdują się hall wejściowy i salon ogrodowy, a po prawej stronie obszerny salon z kominkiem.
Łącznik jest niski, parterowy, nakryty dachem dwuspadowym.

### Budynek inwentarski (dawna stajnia)
Usytuowany się po stronie wschodniej dziedzińca, naprzeciw dworu. Podobnie jak dwór - parterowy, nakryty wysokim, mansardowym dachem z naczółkami. Wybudowany na planie wydłużonego prostokąta, ze środkowymi ryzalitami. Połączony z oficyną południowo-wschodnią łącznikiem z bramą.
Na południowej elewacji szczytowej stajni znajduje się tablica pamiątkowa z tarczą herbową, datą przebudowy „1923” oraz inicjałami „S. G. v. H. S.”

### Oficyny
Zamykające dziedziniec od południa, pomiędzy nimi znajduje się wjazd na dziedziniec flankowany budynkami gospodarczymi. W oficynie południowo-zachodniej (oficyna dworska) znajduje się dawna sala balowa, oficyna południowo-wschodnia (tzw. dom oficjalistów) mieściła wozownię.
Oficyny symetryczne, na planie krótkich prostokątów. Nakryte dachami mansardowymi z naczółkami. Pośrodku dłuższych elewacji, w dachu, umieszczone są duże wystawki nakryte dachami dwuspadowymi.
Wnętrza oficyny dworskiej mają głównie układ dwutraktowy. Po prawej stronie od środkowej sieni mieści się sala balowa zajmująca całą szerokość budynku. Zachowały się tu empora dla orkiestry oraz barokowa polichromia na drewnianej fasecie stropu, przedstawiająca muzykantów i aktorów commedii dell’arte. W piwnicach oficyny dworu zachowały się sklepienia kolebkowe z lunetami.
Druga oficyna ma układ dwu- i półtraktowy, jest podpiwniczona częściowo.

### Budynki gospodarcze
Flankujące wjazd na dziedziniec od strony południowej, symetryczne, na rzucie wydłużonych, wąskich prostokątów. Znacznie niższe niż budynki przy dziedzińcu, nakryte dwuspadowymi dachami.

### Gołębniki
Oba postawione na planie ośmioboków. Dwukondygnacyjne, zwieńczone są ostrosłupowymi hełmami.

## Park
Za dworem znajduje się XVIII-wieczny park z pozostałościami czterech stawów. Do dworu prowadzą aleje obsadzone kasztanowcami. Zaraz za budynkami dworskimi znajduje się klasyczny ogród francuski z XVIII wieku, który jest stosunkowo dobrze zachowany.